# 요립
요립(廖立, ? ~ ?)은 후한 말기 촉한의 관료로, 자는 공연(公淵)이며 형주 무릉군 임원현(臨沅縣) 사람이다.

## 생애
209년에 유비가 형주를 점령했을 때 등용되어 장사태수로 임명되었다.
215년, 여몽이 형주의 세 군(장사, 영릉, 계양)을 점령하였을 때 요립은 가까스로 탈출하여 성도(成都)로 돌아와 파군태수로 임명되었다.
220년, 유비를 다른 신하들과 함께 한중왕(漢中王)으로 옹립하였고, 시중(侍中)으로 임명되었다.
유선이 즉위하였을 때 장수교위로 임명되었는데, 한직에 있으면서 이엄의 밑에 있는 것을 싫어했다. 이에 요립은 조정을 비판하였고, 서민으로 강등되어 문산군으로 쫓겨났다. 유배지에서 농사를 지어 생계를 유지하다가, 제갈량이 죽자 슬퍼하며 관직에 재임용될 희망을 버렸다.
어느 날, 강유가 요립의 집에 방문하여 의논을 하였는데, 요립은 의기가 쇠하지 않았고 논의하는 것도 자연스럽다며 칭찬하였다.
요립이 유배지에서 죽자 그의 처자식들은 모두 촉으로 돌아왔다.

## 《삼국지연의》에서의 요립
스스로의 재능을 뽐내 자신의 능력이 제갈량보다 높다고 여겨 "제갈량은 왜 나를 알지 못하는가?"라고 말하며 높은 지위를 주지 않는 요립을 제갈량이 혐오(嫌誤)하여 서민으로 강등시켜 유배되었다. 234년, 제갈량이 오장원(五丈原)에서 죽었다는 소식을 듣자,‘다시 조정에 소환할 수 없다.’라며 한탄하였다.

## 평가
제갈량은 요립을 "방통(龐統)과 나란히, 내 공업을 보좌할 자"라고 평하였다.

## 같이 보기
- 삼국지 인물 목록